# Hermonassa khasiana
Hermonassa khasiana là một loài bướm đêm trong họ Noctuidae.